# الخاندرو زفرونی
الخاندرو زفرونی (انگلیسی: Alejandro Zaffaroni; ۲۷ فوریهٔ ۱۹۲۳ – ۱ مارس ۲۰۱۴) دانشمند در زمینه اهل اروگوئه بود.
وی همچنین برندهٔ جوایزی همچون برنامه فولبرایت و مدال ملی فناوری و نوآوری شده‌است.